# Happy Madison Productions
Happy Madison Productions – amerykańska firma produkcyjna założona w 1999 roku przez Adama Sandlera, aktora i komika, a także scenarzysty znanego przede wszystkim z filmów komediowych. Nazwa firmy pochodzi od tytułów filmów Farciarz Gilmore (Happy Gilmore) i Billy Madison.
Osobą która jest przedstawiona w obecnej czołówce wytwórni jest ojciec Adama Sandlera – Stanley (zm. 2003), który wymawia słowo "Terrific".

## Odbiór
Większość filmów studia ma negatywny odbiór wśród widzów i krytyków, a co najmniej trzy z nich są uznawane za najgorsze filmy wszech czasów.